# Claire Anderson
Claire Mathis Anderson (8 de maio de 1891 – 23 de março de 1964) foi uma atriz de cinema estadunidense da era silenciosa. Ela foi uma das Sennett Bathing Beauties originais, e atuou em mais de 70 filmes entre 1914 e 1926. Trabalhou posteriormente no teatro e, em 1944, apareceu pela última vez atuando, na produção Mexican Hayride, no Winter Garden Theatre, em Nova Iorque.

## Biografia

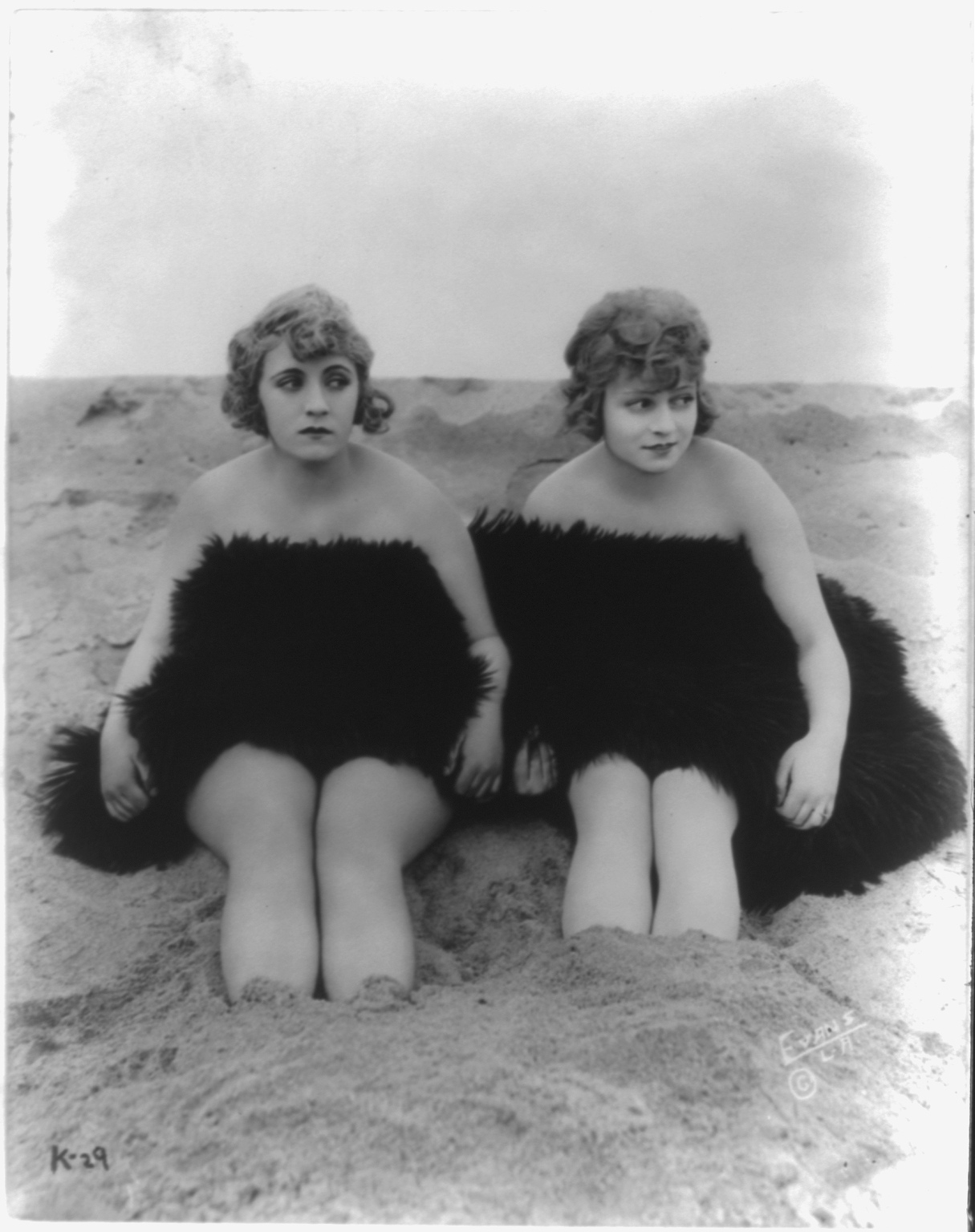
Claire Anderson e Rose Carter, ambas integrantes das Sennett Bathing Beauties.

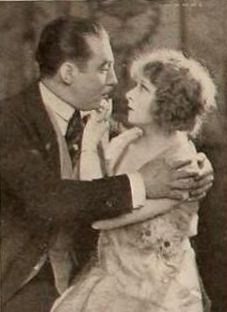
Cena do filme The Girl in Number 29 (1920), apresentando Claire Anbderson e Frank Mayo.

Claire Anderson nasceu em 8 de maio de 1895 em Detroit, Michigan. O primeiro filme em que atuou foi o curta-metragem At Dawn, em 1914, para a Majestic Motion Picture Company, interpretando a herdeira americana, ao lado de Wallace Reid, com quem atuou diversas vezes. Atuou em vários filmes dirigidos por Christy Cabanne. Entre seus filmes destacam-se The Craven (1915), Crown Jewels (1918), The Mask (1918), o seriado The Fatal Sign (1920), The Girl in Number 29, dirigido por John Ford, Westerns como The Road Demon, de 1921, ao lado de Tom Mix, e dramas como The Yellow Stain, em 1922, ao lado de John Gilbert. Seu último filme foi Unseen Enemies, em 1926, dirigido por J. P. McGowan para a Morris R. Schlank Productions.
Trabalhou para companhias como Fine Arts Film Company, Majestic Motion Pictures Company (1915), Reliance Film Company (1915), The Keystone Film Company (1916-1917), Kalem Film Manufacturing Company (1917), Triangle Film Corporation (1918), Famous Players-Lasky Corporation (1919), Select Pictures Corporation (1919), The Universal Film Manufacturing Company, Incorporated (1919-1920), Arrow Film Corporation (1920), Selznick Pictures Corporation (1921), Fox Film Corporation (1921-1922), Universal Pictures (1923-1925) e Morris R. Schlank Productions (1926).
Claire foi casada com Harry H. Anderson até 1926. Retirou-se do cinema em 1926, e morreu em 23 de março de 1964 em Venice, Califórnia.

## Filmografia parcial
- The Story of a Story - 1915
- The Craven - 1915
- A Clever Dummy - 1917
- The Fly God - 1918
- Crown Jewels (1918)
- The Mask (1918)
- Rider of the Law - 1919
- The Fatal Sign – seriado, 1920
- The Girl in Number 29 - 1920

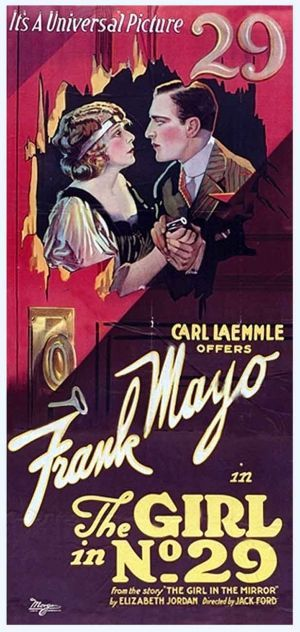
Cartaz do filme The Girl in Number 29, dirigido por John Ford em 1920, com Frank Mayo e Claire Anderson

- The Palace of Darkened Windows - 1920
- The Road Demon - 1921
- The Yellow Stain - 1922
- The Meddler - 1925
- Unseen Enemies - 1926